# Județ de Vâlcea
Vâlcea est un județ de Roumanie en Valachie (Olténie et Munténie).
Le chef-lieu est Râmnicu Vâlcea.

## Liste des municipalités, villes et communes
Le județ compte deux municipalités, neuf villes et 78 communes.

### Municipalités
(population en 2011)
- Râmnicu Vâlcea (98 776)
- Drăgășani (17 871)

### Villes
(population en 2011)
- Băbeni (8 451)
- Călimănești (7 622)
- Horezu (6 263)
- Brezoi (6 022)
- Bălcești (4 864)
- Berbești (4 836)
- Băile Olănești (4 186)
- Ocnele Mari (3 309)
- Băile Govora (2 449)

## Historique
Le județ de Vâlcea figure dès le XVe siècle sur les anciennes cartes de la Valachie (une des deux Principautés danubiennes). Il fut une subdivision administrative de la Valachie de 1330 à 1859, de la Principauté de Roumanie de 1859 à 1881, du Royaume de Roumanie de 1881 à 1948, puis de la République « populaire » roumaine de 1949 à 1952. Entre 1952 et 1975 le județ cessa d'exister, le régime communiste ayant remplacé les județe par des régions plus grandes. En 1975, le județ est rétabli dans ses limites actuelles (très proches des précédentes) par la République socialiste de Roumanie (1968 à 1989), et c'est, depuis 1990, une subdivision territoriale de la Roumanie. Comme toute la Roumanie, le territoire du județ de Vâlcea a subi les régimes dictatoriaux carliste, fasciste et communiste de février 1938 à décembre 1989, mais connaît à nouveau la démocratie depuis 1990. Initialement il était gouverné par un jude (à la fois préfet et juge suprême) nommé par les hospodars de Valachie, puis par un prefect choisi par le premier ministre et nommé par le roi jusqu'en 1947, puis par le secrétaire général județean (départemental) de la section locale du Parti communiste roumain, choisi par le Comité central, et enfin, depuis 1990, à nouveau par un prefect assisté d'un président du conseil județean (départemental) élu par les conseillers, eux-mêmes élus par les électeurs.

## Politique
| Parti | Parti                          | Sièges |
| ----- | ------------------------------ | ------ |
|       | Parti social-démocrate (PSD)   | 16     |
|       | Parti national libéral (PNL)   | 13     |
|       | Parti écologiste roumain (PER) | 1      |

## Démographie
| 1930    | 1956    | 1966    | 1977    | 1992    | 2002    | 2011    |
| ------- | ------- | ------- | ------- | ------- | ------- | ------- |
| 295 560 | 362 356 | 368 779 | 414 241 | 438 388 | 413 247 | 371 714 |

### Composition ethnique
En 2011, la répartition ethnique de la population du județ s'établissait comme suit :
- Roumains, 347 806 (97,92 %)
- Roms, 6 939 (1,95 %)

### Langues
En 2011, la répartition linguistique de la population du județ s'établissait comme suit :
- roumain, 469 473 (99,28 %) ;
- romani, 2 811 (0,57 %).

## Tourisme
- Liste des musées du județ de Vâlcea